# UFC on ABC: Vettori vs. Holland
UFC on ABC: Vettori vs. Holland（ユーエフシー・オン・エービーシー：ヴェットーリ・バーサス・ホランド、別名UFC on ABC 2）は、アメリカ合衆国の総合格闘技団体「UFC」の大会の一つ。2021年4月10日、ネバダ州ラスベガスのUFC APEXで開催された。

## 大会概要
本大会ではマーヴィン・ヴェットーリとケビン・ホランドのミドル級戦が組まれた。
本大会から2014年から提携していたリーボックに替わりVenumがUFCの公式ユニフォームパートナーとなった。

## 試合結果

### アーリープレリム
第1試合 ウェルター級 5分3R
○  インパ・カサンガナイ vs.  サーシャ・パラトニコフ ×
2R 0:26 リアネイキドチョーク

### プレリミナリーカード
第2試合 ライトヘビー級 5分3R
○  チョン・ダウン vs.  ウィリアム・ナイト ×
3R終了 判定3-0（30-26、30-26、30-27）
第3試合 フェザー級 5分3R
○  ルイス・サルダナ vs.  ジョーダン・グリフィン ×
3R終了 判定3-0（29-28、29-28、29-28）
第4試合 バンタム級 5分3R
○  ジャック・ショア vs.  ハンター・アジュール ×
3R終了 判定2-1（30-27、28-29、30-27）
第5試合 ヘビー級 5分3R
○  ジャージス・ダンホ vs.  ヨルガン・デ・カストロ ×
1R 3:02 KO（右フック）
第6試合 156.75ポンド契約 5分3R
○  ジョン・マクデッシ vs.  イグナシオ・バハモンデス ×
3R終了 判定2-1（28-29、29-28、30-27）
※バハモンデスの体重超過によりライト級から変更
第7試合 ライト級 5分3R
○  マテウス・ガムロット vs.  スコット・ホルツマン ×
2R 1:22 KO（右ストレート→パウンド）
第8試合 ライト級 5分3R
○  ジョー・ソレッキ vs.  ジム・ミラー ×
3R終了 判定3-0（29-28、29-28、30-27）

### メインカード
第9試合 ウェルター級 5分3R
○  ダニエル・ロドリゲス vs.  マイク・ペリー ×
3R終了 判定3-0（30-27、30-27、30-26）
第10試合 女子ストロー級 5分3R
○  マッケンジー・ダーン vs.  ニーナ・アンサロフ ×
1R 4:48 腕ひしぎ十字固め
第11試合 ミドル級 5分3R
○  ジュリアン・マルケス vs.  サム・アルビー ×
2R 2:07 リアネイキドチョーク
第12試合 フェザー級 5分3R
○  アーノルド・アレン vs.  ソディック・ユサフ ×
3R終了 判定3-0（29-28、29-28、29-28）
第13試合 ミドル級 5分5R
○  マーヴィン・ヴェットーリ vs.  ケビン・ホランド ×
5R終了 判定3-0（50-44、50-44、50-44）

### 各賞
ファイト・オブ・ザ・ナイト：ジュリアン・マルケス vs. サム・アルビー
パフォーマンス・オブ・ザ・ナイト：マッケンジー・ダーン、マテウス・ガムロット
各選手にはボーナスとして5万ドルが授与された。

### カード変更
負傷などによるカードの変更は以下の通り。